# 格奧爾基·諾瓦洛夫斯基

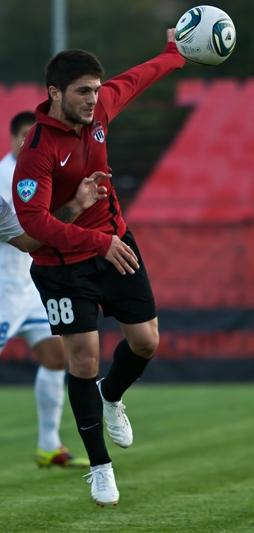
格奧爾基·諾瓦洛夫斯基在基姆基足球俱乐部

格奧爾基·諾瓦洛夫斯基（1986年6月28日—）是一位喬治亞足球運動員，在場上司職後衛。他現在效力於哥里迪拉足球俱樂部。他也是喬治亞國家足球隊的一員。